# Hellenistyka
Hellenistyka, grecystyka – nauka o kulturze i języku starożytnej Grecji. Nazwa „hellenistyka” pochodzi od słowa Hellada, które w języku greckim znaczy „Grecja”. Z kolei samo słowo Hellada pochodzi od Hellena, mitologicznego ojca narodu greckiego. 